# Panzer Bandit
Panzer Bandit est un beat them all édité par Banpresto, sorti sur PlayStation en 1997.